# Wierzbno (gmina w województwie szczecińskim)
Wierzbno (od 1973 Warnice) – dawna gmina wiejska istniejąca w latach 1945–1954 w woj. szczecińskim (dzisiejsze woj. zachodniopomorskie). Siedzibą władz gminy było Wierzbno.
Gmina Wierzbno powstała po II wojnie światowej na terenie tzw. Ziem Odzyskanych (tzw. III okręg administracyjny – Pomorze Zachodnie). 28 czerwca 1946 gmina – jako jednostka administracyjna powiatu pyrzyckiego – weszła w skład nowo utworzonego woj. szczecińskiego.
Według stanu z 1 lipca 1952 gmina składała się z 17 gromad: Barnim, Dębica, Grędziec, Kluczewo (ob. dzielnica Stargardu), Kłęby, Kurcewo, Nowy Przylep, Obryta, Okunica, Skalin, Stary Przylep, Stróżewo, Strzebielewo, Warnice, Wierzbno, Witkowo i Zaborsko.
Gmina została zniesiona 29 września 1954 wraz z reformą wprowadzającą gromady w miejsce gmin. Obszar zniesionej gminy Wierzbno złożył się na 8 gromad:
- w powiecie pyrzyckim:
  - gromada Kolin – dawna gromada Strzebielewo
  - gromada Lubiatowo – dawna gromada Zaborsko
  - gromada Obryta – dawne gromady Nowy Przylep, Obryta, Stary Przylep i Wierzbno oraz miejscowość Reńsko z dawnej gromady Warnice
  - gromada Okunica – dawne gromady Grędziec, Okunica i Stróżewo
  - gromada Warnice – dawne gromady Barnim, Dębica (bez miejscowości Koszewo i Burzykowo), Kłęby i Warnice (bez miejscowości Reńsko)
  - gromada Witkowo – dawne gromady Kurcewo i Witkowo oraz miejscowość Strzyżno z dawnej gromady Kluczewo

- w powiecie stargardzkim:
  - gromada Kluczewo – dawna gromada Kluczewo (bez miejscowości Strzyżno)
  - gromada Skalin – dawna gromada Skalin oraz miejscowości Koszewo i Burzykowo z dawnej gromady Dębica

Gminy Wierzbno nie przywrócono 1 stycznia 1973 wraz z kolejną reformą reaktywującą gminy, utworzono natomiast jej terytorialny odpowiednik, gminę Warnice.